# بهاران (تفرش)
Edit
کبوران (بهاران)، روستایی از توابع بخش مرکزی شهرستان تفرش در استان مرکزی ایران است.

## تاریخچه
نام اولیه این روستا به واسطه قلعه گبری وافع در بالای روستا در سال‌های خیلی دور «گبران» بوده‌است. پیش از انقلاب نام آن به روستای «کبوران» تغییر نام یافته‌است. بعد از انقلاب نام روستا به واسطه آب و هوای مطبوع در بیشتر اوقات سال به «بهاران» تغییر یافته‌است. پیش از اسلام دین این روستا زرتشتی بوده‌است که با ظهور اسلام، روستاییان به اسلام گرویده‌اند. بقایایی از آتشکده زرتشتیان بر کوه مجاور روستا به چشم می‌خورد.

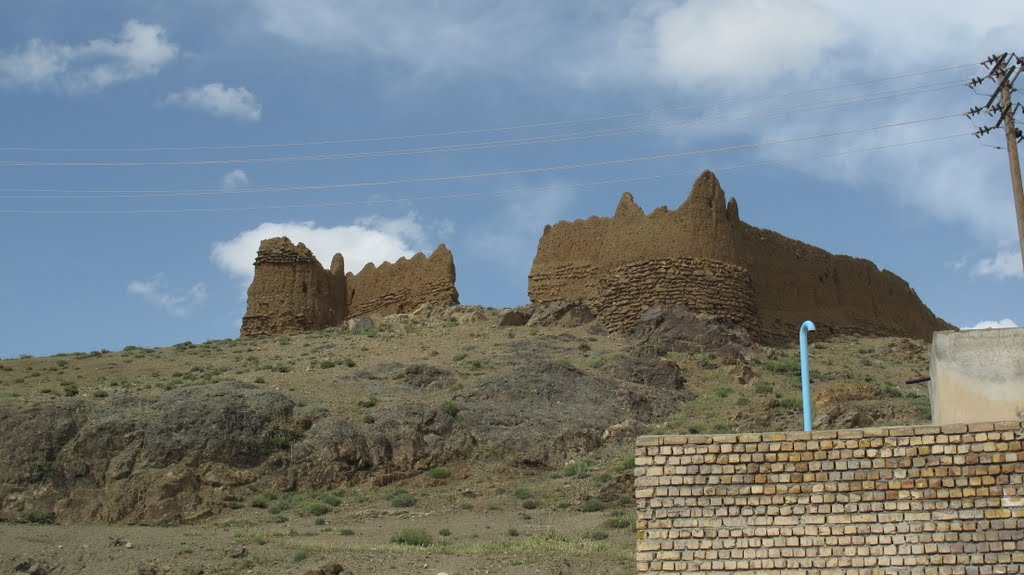
قلعه گبری روستای کبوران

## جمعیت
این روستا در دهستان بازرجان قرار دارد و براساس سرشماری مرکز آمار ایران در سال ۱۳۸۵، جمعیت آن ۱۴۷ نفر (۴۹خانوار) بوده‌است.
هسته اولیه روستا از حضور سه خانواده اصلی در این روستا تشکیل گردیده‌است. 
به گفته بزرگان روستا خانواده‌های مهری، کبورانی، برجی  سه خانواده اصلی تشکیل دهنده روستا بوده‌اند. سایر خانواده‌هایی که در این روستا هستند به مرور زمان از مکان های مختلف مانند محلات، یزد، نراق، ساوه و … به این روستا مهاجرت نمودند و بومی این روستا گردیده‌اند.
از سایر خانواده‌های معروف این روستا می‌توان به خانواده‌های لطف الهی،نوروزی،عابديني،حجازی،شاه‌علي،فضل الهی، مهرایی، لطفی، آبایی، ابراهیم یزدی، خالویی اشاره نمود.

## زبان و گویش
گویش روستاییان تاتی می‌باشد که برای پارسی زبانان قابل فهم و درک می‌باشد.

## موقعیت روستا
این روستا در ۷ کیلومتری شهر تفرش بعد از روستاهای دادمرز و کوکان در جاده تفرش - جفتان واقع شده‌است. روستای کبوران در دره‌ای خوش آب و هوا قرار دارد.
راه اصلی ارتباطی این روستا از طریق جاده اصلی تفرش به جفتان امکان‌پذیر است. یک راه فرعی خاکی نیز از طریق رودخانه به روستای قلعه محی الدین و سپس به تفرش دارد. این راه دسترسی برای افراد غیربومی پیشنهاد نمی‌شود.
روستا از وسط به دو قسمت تقسیم شده‌است که روستاییان از لفظ مله (محله) پایین و بالا برای اشاره به آن‌ها استفاده می‌نمایند. خط تقسیم‌کننده روستا نیز مسجد روستاست که تقریباً در وسط روستا قرار گرفته‌است.

## محصولات کشاورزی
به دلیل آب و هوای مطبوع بیشتر محصولات کشاورزی در این روستا قابل کشت می‌باشد؛ ولی بیشتر اهالی به کشت گندم و جو مشغول هستند. از محصولات درختی این روستا می‌توان به بادام، گردو، سیب، سنجد، گلابی، انگور، آلبالو، گیلاس، زردآلو و آلو اشاره نمود. در کنار رودخانه درختچه‌های زرشک نیز می‌روید.
مزارع کشاورزی این روستا با نام‌های متفاوتی از قبیل روزوئه، زير روزوئه يا زيروزوئه، رشنه زان، ورین، باندو، سیاه کمر، کیله، سوکا، باقاله، سارداربند و قلعه نام‌گذاری شده‌است.

## امام‌زاده‌ها
در روستا دو امام زاده قرار دارد. یکی از آن‌ها در کوه قرار دارد که با یک پیاده‌روی ۲۰ دقیقه‌ای به آنجا می‌رسید. این امام زاده قبل از رسیدن به روستا در جوار اراضی رشنه زان قرار دارد. نام این امام زاده شاه چنار می‌باشد. انتخاب این نام به دلیل وجود چنارهای تنومند و قدیمی در این امام زاده می‌باشد. البته محل دفن امام زاده مشخص نیست و اهالی روستا عقیده دارند که یک امام زاده با خانواده اش در کنار چنارها مدفون هستند. از جوار امام زاده در روزهای آرام، منظره بسیار قشنگ و بی بدیلی از روستاهای اطراف قابل رویت است. امام زاده دیگر کمی پس از قبرستان روستا در جاده منتهی به سوی روستای بازرجان با یک پیاده‌روی ۵ دقیقه‌ای قابل دسترسی می‌باشد.

## اماکن دیدنی
چهارطاقی
در بالای روستا بنای چهارطاقی و قلعه گبری (مربوط به زمان ساسانیان) واقع شده‌است که مشخصه روستاست.
در گذشته عموم مردم به این بناها آتشکده می گفتند اما طی پژوهش هایی مشخص شده این بناها به صورت پراکنده در برخی نقاط کشور هنوز وجود دارند مانند چارتاقی« نیاسر» یا در روستای « نویس »واقع در کوهپایه های شرقی کوه های تفرش ، همگی به عنوان گاهشمار (تقویم ) آفتابی کاربرد داشته و در ساخت این بناهای به ظاهر ساده ، پیچیده ترین نکات علمی و اختر شناسی به کار رفته است .
در بیان سر و رمز و راز بنا آن که  اگر در نخستین صبح زمستان و هنگام طلوع خورشید در محل بنا حضور داشته باشید ، صحنه ی بی نظیری که مشابه آن در هیچ کدام از روزهای سال مشابه آن اتفاق نمی افتد را خواهید دید  . در این روز سایه ستون جنوب شرقی بنا ، دقیقاً بر روی نبش ستون شمال غربی می افتد .
ابعاد این بنا به شکل مربع 5/25* 5/25وارتفاع 3/5وابعاد هر ستون تقریباً 1/4متر می باشد .
گفتنی است ابعاد تمام ستون ها مساوی نیستند و این موضوع جالب به دلیل خطا نیست بلکه دقت و پیچیدگی بنا را می رساند .
جهت بنا نیز دقیقاً در محور شمال-جنوب و شرق -غرب می باشد و همسو با شمال مغناطیسی است .
مصالح به کار رفته شامل سنگ ، لاشه ، ساروج و گل‌گچ می باشد .
نکته شایان ذکر آن که این چارتاقی ، یکی از رصد خانه های قدیمی ایران محسوب شده که در گذشته برای رصد ستارگان استفاده می شده و هم اکنون در اطراف این چار تاقی مردگان این روستا را به خاک می سپارند .
این چارتاقی در ابتدای ورودی روستای کبوران و در روی تپه در پايين دست قلعه واقع شده است و اخیراً با هزینه اهالی این روستا این چارتاقی تعمیر شده است
رودخانه کبوران
در واقع در امتداد رودخانه اصلی تفرش است که به پایین ترین نقطه روستا عبور می نماید. بعضی از قسمت های رودخانه صعب العبور است و به دلیل رویش گیاهان رودخانه ای بسیار زیبا می باشد.
رودخانه کیله
یک رودخانه نسبتاً فصلی است که در زمستان پرآب می گردد و نهایتاً به رودخانه تفرش می رسد. در بالادست این رودخانه درختات توت سفید و رنگی و درختان گردوی کهنسال وجود دارد که بعضی ازین درختان در حدود 5000 هزار گردو می دهند.
آسیاب ها
از پایین روستا رودخانه‌ای می‌گذرد که در مسیر رودخانه ۲ آسیاب قدیمی بنا شده‌است که آثار آن‌ها در کنار رودخانه دیده می‌شود. نام یکی ازین آسیاب ها، آسیاب نوروز است. البته بغیر از چهاردیواری کاه گلی، بقایای دیگری از آن باقی نماینده است.
آب انبار
در روستا یک آب انبار قدیمی نیز وجود دارد که قبل از راه‌اندازی آب لوله‌کشی در روستا، برای تأمین آب شرب روستا از آن استفاده می‌شد. موقعیت آن کنار مسجد می باشد و درب آن بسته شده است ولی مناره های در کنار مسجد پیداست و محل استراحت کبوترها شده است.
حمام قدیمی
یک حمام قدیمی نیز در روستا وجود دارد که البته به دلیل عدم رسیدگی به آن فی الحال تخریب گردیده‌است.
خانه های کاهگلی
وجود خانه‌های کاهگلی قدیمی و کوچه‌های باریک و پرشیب نیز از مشخصه‌های روستاست که زیبایی خاصی به روستا داده‌است.

## آیین‌ها و مراسم
آیین باران خواهی از مراسم‌های قدیمی این روستا می‌باشد که ثبت ملی گردیده‌است و جهت ثبت جهانی منتظر یونسکو می‌باشد.
در دهه عاشورا مراسم تعزیه خوانی در مسجد روستا برقرار می‌باشد و هر ساله از نقاط دور و نزدیک برای تماشای این مراسم به روستا می‌آیند.